# 파일 복사
파일 복사는 기존의 파일과 같은 내용을 가진 새로운 파일을 만들어 내는 것을 말한다.
- 유닉스 및 리눅스에서는 cp 명령어로 파일을 복사한다.

```
 - 사용방법 : cp [복사할 파일명] [생성할 파일명]
 - 사용예시 : cp /etc/hosts /home/userid/new_hosts
```

- MS-DOS에서는 copy 명령어로 파일을 복사한다.

```
 - 사용방법 : copy [복사할 파일명] [생성할 파일명]
 - 사용예시 : copy c:\io.sys c:\My Documents\new_io.sys
```

- GUI(윈도우, macOS 등)에서는 항목을 마우스 포인터로 끌어 놓음으로써 파일을 복사한다.

## 같이 보기
- cp (유닉스)
- Copy (명령어)